# Municipio de Roxboro
El municipio de Roxboro (en inglés: Roxboro Township) es un municipio ubicado en el  condado de Person en el estado estadounidense de Carolina del Norte. En el año 2000 tenía una población de 2.706 habitantes.

## Geografía
El municipio de Roxboro se encuentra ubicado en las coordenadas 36°23′14.56″N 78°59′37.74″O / 36.3873778, -78.9938167.